# Andrei Moscheto
Andrei Moscheto (Joinville, 13 de março de 1977) é ator, diretor, improvisador, sonoplasta, iluminador, cenógrafo, dramaturgo (infantil e adulto) e produtor brasileiro de ascendência italiana. Trabalhando profissionalmente no teatro desde 1991, é diretor e fundador do Antropofocus desde 28 de outubro de 2000, companhia de humor de Curitiba.
É formado em Bacharelado em Direção Teatral pela Faculdade de Artes do Paraná (FAP) e fez Bacharelado em Interpretação na Unicamp, onde não chegou a se formar.
Em 2002 ganha o Troféu Gralha Azul de Melhor Ator Coadjuvante em "Cão Coisa e a Coisa Homem" e em 2007 ganha o XVII Festival de Teatro de Florianópolis Isnard Azevedo como Melhor Ator Coadjuvante em "Pequenas Caquinhas". Foi professor da Faculdade de Artes do Paraná nos anos de 2005 e 2006.
Em 2011 funda junto com Daniel Nascimento a produtora Impro DNA: Manipulações e Produções Artísticas focada na produção de formatos de improviso no Brasil como os espetáculos "Resta 1" e "Gorila". Em 2018 começa a produzir vídeos para o Youtube sobre Teatro de Improvisação.

## Carreira
| Antropofocus™ | Antropofocus™                                        | Antropofocus™ | Antropofocus™ |
| ------------- | ---------------------------------------------------- | ------------- | ------------- |
| Ano           | Espetáculo                                           | Função        |               |
| 2000          | Amores & Sacanagens Urbanas                          | Ator/Diretor  |               |
| 2004-2015     | Pequenas Caquinhas                                   | Ator/Diretor  |               |
| 2005          | Estereotipacionices                                  | Ator/Diretor  |               |
| 2006          | Dimensão Desconhecida                                | Ator/Diretor  |               |
| 2007          | Porcus™                                              | Ator/Diretor  |               |
| 2008          | Contos Proibidos de Antropofocus™                    | Ator/Diretor  |               |
| 2011          | Improfocus™                                          | Ator/Diretor  |               |
| 2012-2014     | Resta 1                                              | Diretor       |               |
| 2012-2014     | Não Se Preocupe: É Apenas o Fim do Mundo             | Ator/Diretor  |               |
| 2016          | No Dia Seguinte: A quase-história da Tevê Brasileira | Ator/Diretor  |               |
| 2016-2017     | 1ª e 2ª edição do Curitiba Improvisa                 | Diretor Geral |               |
| 2019          | Projeto Inspeção Geral (em processo)                 | Ator          |               |

| Outros Trabalhos | Outros Trabalhos          | Outros Trabalhos | Outros Trabalhos |
| ---------------- | ------------------------- | ---------------- | ---------------- |
| Ano              | Trabalho                  | Função           |                  |
| 2002             | Cão Coisa e a Coisa Homem | Ator             |                  |
| 2005             | Concerto em Ri Maior      | Diretor          |                  |
| 2005-2010        | Natal do Palácio Avenida  | Diretor de Palco |                  |
| 2008-2010        | Catavento Cantavoz        | Diretor          |                  |
| 2017             | João Cidadão              | Diretor          |                  |
| 2017-2019        | Tesão Piá                 | Diretor          |                  |
| 2018-2019        | Cia Mequetrefes           | Diretor          |                  |

| Improvisador  | Improvisador                                                | Improvisador                             | Improvisador |
| ------------- | ----------------------------------------------------------- | ---------------------------------------- | ------------ |
| Ano           | Espetáculo                                                  | Função                                   |              |
| 2006          | 1º Campeonato Brasileiro Jogando no Quintal de Improvisação | Jogador Convidado                        |              |
| 2010-2011     | Santo Improviso                                             | Jogador                                  |              |
| 2010-Presente | Improvável                                                  | Jogador/MC Convidado                     |              |
| 2012-2015     | Noite de Improviso                                          | Jogador Convidado                        |              |
| 2013-2015     | Gorila                                                      | Jogador/Diretor                          |              |
| 2014          | Colectivo Internacional (Improfest)                         | Diretor                                  |              |
| 2014          | Os Bardoso                                                  | Jogador Convidado/Professor de Improviso |              |
| 2018-2019     | Cia Mequetrefes                                             | Professor de Improviso                   |              |